# Нороньянская эления
Нороньянская эления (Elaenia ridleyana) — вид птиц из семейства тиранов-мухоловок Tyrannidae. Это эндемик Фернанду-ди-Норонья, небольшого архипелага у побережья Бразилии. Раньше этот вид считался подвидом Большой элении (Elaenia dayi), но отличается по крикам и песне.
Нороньянская эления — это довольно крупная птица, 17 см в длину. У неё оливково-коричневая голова и спина, темные крылья с белыми полосками. Горло и грудь серые, переходящие в желтоватый живот. Оба пола схожи по внешнему виду. Оперение молоди не описано. Во время охоты сидит вертикально.
Птица обнаруживается в различных средах обитания на острове Фернандо-ди-Норонья: лесах, кустарниках и садах. Питается насекомыми, а также фруктами, в том числе — инжиром (Ficus noronhae).
Птице угрожает потеря среды обитания. Общий глобальный ареал этого вида составляет всего 18 км², так как большая часть леса на Фернандо-ди-Норонья была потеряна после прибытия европейских поселенцев. Вид является мало распространенной наземной птицей, остающейся на острове. Текущая популяция оценивается в 480 птиц. Развитие туризма на острове подвергнет этот вид ещё большему давлению за счет изменения среды обитания.